# سيليست نيلسون
سيليست إم. نيلسون (مواليد 21 أغسطس 1976). أستاذة في الهندسة الكيميائية والحيوية ومديرة برنامج الهندسة الحيوية في جامعة برينستون. هي زميلة في المعهد الأمريكي للهندسة الطبية والحيوية، وترشحت لنهائيات جوائز بلافاتنيك للعلماء الشباب في عامي 2017 و2018.

## نشأتها وتعليمها
ولدت نيلسون في كولورادو سبرينغز (كولورادو). أبدت اهتمامها بعلم الأحياء في سن المراهقة، ولكنها لم تدرك مدى استمتاعها بإجراء التجارب حتى عملت في المختبر. درست علم الأحياء والهندسة الكيميائية في معهد ماساتشوستس للتكنولوجيا وتخرجت في عام 1998. خلال فترة دراستها في معهد ماساتشوستس للتكنولوجيا، كانت نيلسون عضوًا في جمعية تاو بيتا باي الشرفية للهندسة، وتخرجت على شرف جمعية فاي بيتا كابا. انتقلت نيلسون إلى كلية الطب بجامعة جونز هوبكنز لإكمال دراساتها العليا، وعملت في مجال الهندسة الطبية الحيوية تحت إشراف كريستوفر إس. تشن.

## المسيرة المهنية والأبحاث
كانت نيلسون زميلة بحثية ما بعد الدكتوراه في مختبر لورانس بيركلي الوطني حيث عملت جنبًا إلى جنب مع مينا جيه. بيسيل في قسم علوم الحياة. لدى تواجدها في مختبر لورنس بيركلي الوطني، حصلت نيلسون على جائزة الأداء المتميز. أكملت دورة في علم الأجنة في مختبر وودز هول البحري الأحيائي في عام 2007. انضمت نيسلون إلى جامعة برينستون بمنصب أستاذ مساعد في عام 2007. ترقت لتصبح أستاذًا مشاركًا في عام 2012 وأستاذًا متفرغًا في عام 2016. يهتم بحثها بالكيفية التي تدمج بها خلايا النسج نظمًا حيوية معقدة حيزيًا وديناميكيًا. قادت نيسلون مختبر النسج المورفوديناميكية، الذي يجمع بين الهندسة وعلم الأحياء الخلوي وعلم الأحياء النمائي.
تدرس نيسلون عملية التكون التشكلي (التخلق الحيوي) التي تبني كلًا من الغدد الثديية ورئة الفقاريات. لتبيان العملية التي تخلق الأعضاء من خلالها تركيباتها البنيوية، وضعت نيلسون بروتوكولًا لتنمية هذه البنى في المختبر. أدركت أنه خلال عملية التخليق الحيوي، يحدد الاتصال بعيد المدى بين الخلايا الفردية ضمن الأنسجة الحيوية التشكل البنيوي للأعضاء. حددت عدة مورثات ضرورية للتطور الملائم للأنسجة التفرعية، ودرست كيفية عملهم سويًا لتنسيق عملية التفرع. أظهرت أن الإشارات التي تستحدث عملية التفرع النسيجي يمكن لها أن توقظ أورام معينًا. في عام 2018، نسقت اجتماعًا للجمعية الملكية (جمعية لندن الملكية لتحسين المعرفة الطبيعية) بشأن آليات التنمية الجنينية.

### الجوائز والامتيازات
- 2007: زمالة مؤسسة ديفيد ولوسيل باكارد.
- 2009: إي. لورينس كيز، جونيور. جائزة مقدمة من هيئة التدريس.
- 2009: توصية كلية الهندسة في جامعة برينستون للتدريس المتميز.
- 2010: زمالة سلون في علم الأحياء الجزيئي.
- 2010: جائزة مبدعون تحت سن 35 المقدمة من مجلة إم آي تي تكنولوجي ريفيو.
- 2011: جائزة ألان بي كولبورن المقدمة من المعهد الأمريكي للمهندسين الكيميائيين.
- 2012: جائزة كاميلي دريفوس للتدريس.
- 2014: جائزة المعلم المتميز من كلية برينستون للهندسة والعلوم التطبيقية.
- 2016: زميل منتخب في المعهد الأمريكي للهندسة الطبية والحيوية.
- 2016: جائزة رئيس جامعة برينستون للتدريس المتميز.
- 2016: باحث في كلية معهد هوارد هيوز الطبي.
- 2017: جائزة بلافاتنيك للعلماء الشباب في علوم الحياة.
- 2018: جائزة بلافاتنيك للعلماء الشباب في علوم الحياة.
- 2018: توصية كلية الهندسة في جامعة برينستون للتدريس المتميز.[11]

## حياتها الشخصية
نيلسون متزوجة ولديها طفل واحد.